# Musée national d'Utique
Le musée national d'Utique, inauguré en 1990, est un petit musée tunisien situé sur le site archéologique d'Utique.

## Description

### Salle punique
Cette salle regroupe divers éléments retrouvés lors des fouilles de sépultures du site :
- Céramiques locales et importées : certains vases puniques remontent au VIIe siècle av. J.-C. alors que les vases importés proviennent entre autres de l'Attique en Grèce[2] ;
- Statuettes en coroplathie ;
- Hachette-rasoir à finalité votive et autres objets en ivoire ou os ;
- Bijoux parmi lesquels une bague dont le chaton est orné d'une représentation du dieu Ba'al Hammon[2] ;
- Lampes à huile puniques ;
- Stèles ;
- Amphores.

### Salle romaine
- Mosaïques ;
- Inscriptions ;
- Statue d'Esculape ;
- Statue de Satyre ;
- Statue d'enfant vêtu d'une toge ;
- Statue d'Ariane endormie ;
- Statue d'Hercule.